# 日高裕介
日高 裕介（ひだか ゆうすけ、1974年4月2日 - ）は、日本の実業家。株式会社サイバーエージェント取締役兼執行役員副社長、株式会社Cygames取締役、宮崎県宮崎市出身。
慶應義塾大学総合政策学部を卒業し、1997年にインテリジェンス（現・パーソルキャリア）へ入社。翌1998年に設立したサイバーエージェントの常務取締役に就任し、1999年には株式会社ネットプライスの取締役ともなった。
2002年にサイバーエージェント社の専務取締役となり、さらに2010年より同社の取締役副社長、2020年12月より同社の取締役兼執行役員副社長。
趣味は漫画とゴルフ。